# Sudley
Sudley är en så kallad census-designated place i Prince William County i Virginia. Vid 2010 års folkräkning hade Sudley 16 203 invånare. Vid 2000 års folkräkning räknades West Gate skilt men vid 2010 års folkräkning ingick West Gate i Sudley.